# Véronique Salvi
Véronique Salvi (ur. 19 kwietnia 1973 w Monceau-sur-Sambre, obecnie dzielnica Charleroi) – belgijska i walońska polityk oraz samorządowiec, w 2009 przewodnicząca Parlamentu Francuskiej Wspólnoty Belgii.

## Życiorys
Wnuczka włoskich emigrantów, którzy pracowali jako górnicy. Jej dziadek był założycielem gałęzi włoskiego katolickiego związku zawodowego w Charleroi. W młodości działała w organizacjach katolickich (m.in. Mutualité chrétienne). W 1995 ukończyła studia politologiczne z uprawnieniami nauczycielskimi na Université catholique de Louvain. Zaangażowała się w działalność Partia Społeczno-Chrześcijańska (przekształconej w Centrum Demokratyczno-Humanistyczne), w latach 90. była asystentką polityk Anne-Marie Corbisier-Hagon.
W latach 2000–2018 zasiadała w radzie miejskiej Charleroi, gdzie kierowała partyjną frakcją i była członkiem władz miejskich (2012–2014). W latach 2007–2009 członek federalnej Izby Reprezentantów. W 2009 i 2014 uzyskiwała mandat w Parlamencie Francuskiej Wspólnoty Belgii i Parlamencie Walońskim; tymczasowo kierowała pierwszą z instytucji od 30 czerwca do 15 lipca 2009. W 2019 nie kandydowała ponownie, następnie podjęła pracę jako menedżer projektów na Université catholique de Louvain.